# Xã Salt Creek, Quận Holmes, Ohio
Xã Salt Creek (tiếng Anh: Salt Creek Township) là một xã thuộc quận Holmes, tiểu bang Ohio, Hoa Kỳ. Năm 2010, dân số của xã này là 4.252 người.